# Børglum Herred
Børglum Herred var en del af det tidligere Hjørring Amt, 1970-2006 Nordjyllands Amt, fra 2007 Region Nordjylland..
Herredet hørte i middelalderen under Vendsyssel, senere under Børglum Len og fra 1660 under Åstrup, Sejlstrup, Børglum Amt indtil det i 1793 kom under Hjørring Amt.
I Børglum Herred ligger følgende sogne:
- Brønderslev Sogn – Brønderslev Kommune
- Børglum Sogn – Løkken-Vrå Kommune
- Em Sogn – Løkken-Vrå Kommune
- Løkken-Furreby Sogn
- Hæstrup Sogn – Hjørring Kommune
- Jerslev Sogn – Brønderslev Kommune
- Lyngby Sogn – Løkken-Vrå Kommune
- Løkken Biskobelig Metodistmenighed Sogn
- Rakkeby Sogn – Løkken-Vrå Kommune
- Sejlstrup Sogn – Løkken-Vrå Kommune
- Serritslev Sogn – Brønderslev Kommune
- Stenum Sogn – Brønderslev Kommune
- Tise Sogn – Brønderslev Kommune
- Tolstrup Sogn – Brønderslev Kommune
- Tårs Sogn (Taars) – Hjørring Kommune
- Vejby Sogn – Løkken-Vrå Kommune
- Vrejlev Sogn – Hjørring Kommune
- Vrensted Sogn – Løkken-Vrå Kommune
- Vrå Sogn (Vraa) – Løkken-Vrå Kommune
- Øster Brønderslev Sogn – Brønderslev Kommune